# Beuningen
Beuningen – miasto i gmina w prowincji Geldria w Holandii. W 2014 roku populacja wyniosła 25 254 mieszkańców. Stolicą jest miejscowość o tej samej nazwie.
Leży nad autostradami: A50 oraz A73 oraz na drodze prowincjonalnej N847.

## Miejscowości
Na styczeń 2013:
- Beuningen 17.303
- Ewijk 3.546
- Weurt 2.415
- Winssen 2.086

oraz dwa przysiółki:
- Hoek
- Hoeve

## Miasta partnerskie
- Mikołów